# Bodyguard
Bodyguard (el guardaespatlles en català) és una sèrie de televisió dramàtica de Regne Unit, escrita i creada per Jed Mercurio, i dirigida per Thomas Vincent i John Strickland. La sèrie està produïda per World Productions, que forma part de ITV Studios. La sèrie va ser estrenada el 26 d'agost de 2018 al canal BBC One a Regne Unit. La nit de l'estrena va aconseguir l'audiència més alta per l'estrena d'una sèrie dramàtica de la BBC en l'era multicanal i les xifres de visualitzacions més altes des de 2008. Actualment la sèrie forma part de la plataforma de streaming Netflix i consta de sis episodis protagonitzats per l'actor escocès Richard Madden i l'actriu anglesa Keeley Hawes.

## Argument
Bodyguard explica la història de David Budd (Richard Madden), un veterà de guerra de l'exèrcit Britànic que pateix estrès posttraumàtic. A l'inici de la sèrie treballa com a oficial de protecció especialitzat per al Servei de Policia Metropolitana de Londres. Quan és assignat per protegir la poderosa i ambiciosa Ministra d'Interior Julia Montague (Keeley Hawes) que defensa totes les idees polítiques que ell menysprea.
La sèrie a banda de parlar sobre el dilema del David entre el seu deure i la seva responsabilitat de protegir la Julia i el de no trair els seus principis i les seves ideologies polítiques, també tracta temes com l'estrès posttraumàtic, el funcionament del govern i l'ús de la informació privada i el terrorisme.

## Actors i personatges
DAVID BUDD (Richard Madden): és el protagonista de la sèrie. És un antic veterà de guerra que a l'inici de la sèrie és oficial de protecció especialitzat per al Servei de Policia Metropolitana de Londres. És assignat per protegir la Ministra d'Interior Julia Montague que defensa totes les idees polítiques que ell negligeix. Té una dona i dos fills, però viu separat d'ells a causa de les conseqüències de l'estrès post traumàtic que pateix després de la guerra.
JULIA MONTAGUE (Keeley Hawes): és la Ministra d'interior del partit conservador. A mesura que es va fent famosa, es converteix en un objectiu terrorista, per tant necessita la protecció d'un guardaespatlles, David Budd.
VICKY BUDD (Sophie Rundle): és la dona del David i la mare dels seus dos fills. És infermera. No viu amb el David per culpa de l'estrès Posttraumàtic que pateix ell; per una banda ella encara se l'estima i se'n cuida, però també vol seguir amb la seva vida.
COMANDANT ANNE SAMPSON (Gina McKee): és la cap  de la cèl·lula antiterrorisme de la Policia de Londres. Quan la Julia Montague proposa un canvi per la llei antiterrorista, ella està en contra i demana l'ajuda del David.
MIKE TRAVIS (Vincent Franklin): és el ministre de l'estat contra el terrorisme. Treballa amb la Julia Montague en la investigació d'actes terroristes.  
CSI LORRAINE CRADDOCK (Pippa Haywood): és la cap del servei de protecció. Ella és qui assigna a en David Budd a protegir la Julia Montague, gràcies a la seva experiència militar.
ROGER PENHALIGON (Nicholas Gleaves): és el cap del Partit Conservador i l'exmarit de la Ministra d'Interior, Julia Montague.
STEPHEN HUNTER-DUNN (Stuart Bowman): és el director general del Servei de Seguretat. A causa de les noves lleis antiterroristes que s'estan portant, comença una rivalitat amb la comandant Sampson.
CHANEL DYSON (Stephanie Hyam): és l'assessora de relacions públiques de la Julia Montague, abans de ser despatxada per aquesta.
ROB MACDONALD (Paul Ready): és un assessor especial de la Ministra d'Interior, que a banda de ser el seu assessor té un amor platònic en ella.
DCI DEEPAK SHARMA (Ash Tandon): és un l'inspector que és el cap de detectius de la cèl·lula antiterrorista. És l'encarregat d'investigar els atacs terroristes més recents en la ciutat.
DS LOUISE RAYBURN (Nina Toussaint-White): és la detectiu de la cèl·lula antiterrorista. Treballa amb l'inspector Sharma i ella s'ocupa d'interrogar a David Budd després de ser acusat com a possible implicat en els atemptats terroristes.
ANDY APSTED (Tom Brooke): és un molt bon amic d'en David Budd. Es van conèixer a la guerra de l'Afganistan, on ell també estava. És el líder del grup de veterans contra de la guerra. Ell que culpa al govern com a creador i promotor de guerra.
TAHIR MAHMOOD (Shubham Saraf): després que Chanel Dyson fos despatxada per la ministra Montague, Tahir Mahmood ocupa el lloc d'assessor de relacions públiques de la Julia Montague.
NADIA ALI (Anjli Mohindra): és una dona musulmana implicada en atemptats terroristes juntament amb el seu marit.

## Episodis
(l'apartat següent pot contenir espòilers)
| Episodi | Director        | Escriptor    | Data original d'emisió | Duració   | Ref. |
| --- | --------------- | ------------ | ---------------------- | --------- | ---- |
| Episodi 1 | Thomas Vincent  | Jed Mercurio | 26 d'agost de 2018     | 68 minuts |      |
| En David està en un tren cap a Londres, on de sobte identifica un atemptat suïcida que faria explotar el tren. Ell fa el possible perquè ningú resulti ferit i que les autoritats puguin agafar els responsables. Gràcies al seu heroisme és proposat per ser el guardaespatlles personal de la Ministra d'interior Julia Montague, que cada cop és més famosa i un objectiu terrorista. Quan comença a treballar amb ella s'adona que les idees que ella defensa són totes les que ell negligeix i lluita per eliminar-les. A banda de la seva nova feina, en David intenta solucionar l'estrès posttraumàtic que pateix per arreglar la seva relació amb la seva dona, Vicky Budd. |                 |              |                        |           |      |
| Episodi 2 | Thomas Vincent  | Jed Mercurio | 27 d'agost de 2018     | 58 minuts |      |
| Després de diverses alertes d'atacs terroristes, Julia Montague no para de tenir reunions secretes amb el Director General del Servei de Seguretat. A causa de les reunions secretes, els caps de la policia no confien en ella i li demanen a en David que l'espiï. |                 |              |                        |           |      |
| Episodi 3 | Thomas Vincent  | Jed Mercurio | 2 de setembre de 2018  | 57 minuts |      |
| Després de dos atacs terroristes a la ciutat, la responsabilitat d'en David de protegir la Ministra, cada cop és més gran. Tots els fets perillosos en els quals s'ha vist involucrada la Julia recentment, no han fet que deixi de ser ambiciosa; de fet la seva nova proposta de llei antiterrorista, ha estat acceptada i agreuja rivalitats. Mentrestant, la policia es troba al marge de les investigacions dels atemptats i cada cop pressiona més a en David perquè espiï a la Ministra. |                 |              |                        |           |      |
| Episodi 4 | John Strickland | Jed Mercurio | 9 de setembre de 2018  | 57 minuts |      |
| Després de l'atac terrorista en les passades 24 hores, la policia torna a agafar el control de les investigacions sobre els atacs terroristes, encapçalades per Deepak Sharma i Louise Rayburn. En David està molt afectat pel que ha passat, però finalment accepta col·laborar en la investigació juntament amb la policia. |                 |              |                        |           |      |
| Episodi 5 | John Strickland | Jed Mercurio | 16 de setembre de 2018 | 57 minuts |      |
| Decidit a tirar endavant la investigació, en David Budd s'adreça als enemics de la Ministra d'interior Julia Montague. A mesura que aprofundeix en les maniobres polítiques de Julia abans de l'atac, la possibilitat d'una conspiració dintre del mateix govern, semblen cada cop més plausibles. Els problemes arriben quan es posa en dubte la salut mental d'en David i es posa en dubte la seva professionalitat, i ell s'adona que es converteix en un possible objectiu. |                 |              |                        |           |      |
| Episodi 6 | John Strickland | Jed Mercurio | 23 de setembre de 2018 | 75 minuts |      |
| En David progressa positivament en la seva investigació, però les seves consultes el posen en un perill mortal. Quan la seva relació amb un dels terroristes és revelada i altres proves en la seva contra, David intenta demostrar la seva innocència, tot i que hi han moltes proves que el senyalen de ser el culpable. |                 |              |                        |           |      |

## Producció
La sèrie va ser produïda per World Productions. Va ser completament gravada a la ciutat de Londres, excepte la primera escena de la sèrie que va ser gravada en un tren Mid-Norfolk Railway. Per rodar la sèrie van utilitzar la càmera Red Weapon 8K S35.

## Recepció
La sèrie va ser molt ben rebuda per l'audiència, sent el drama més vist des de 2008. La nit de l'estrena del primer capítol, va aconseguir les xifres l'audiència més alta per l'estrena d'una sèrie dramàtica de la BBC en l'era multicanal. També, la nit de l'estrena de l'últim capítol va aconseguir 10,4 milions d'espectadors. Les xifres van augmentar a 11 milions en els últims 5 minuts de l'episodi, convertint-se en el final de temporada d'una sèrie de televisió més vist des de 2011 amb el final de la temporada 2 de Downton Abbey (10,5 milions d'espectadors). Tot i els records d'audiència, no va poder superar l'episodi de Nadal de la sèrie Doctor Who, que va arribar a 11,7 milions d'espectadors.
Bodyguard va agradar molt a la crítica, aconseguint una acceptació del 93% (entre 67 puntuacions) en la plataforma Rotten Tomatoes i optant a molts premis, entre ells els BAFTA i els Emmy Awards, i guanyant forces, entre ells el Golden Globe a millor actor protagonista per Richard Madden. La sèrie també va agradar molt al públic, aconseguint una acceptació del 82% a la plataforma Rotten Tomatoes (entre 1777 puntuacions) i un 8,2/10 (entre 73255 puntuacions) a la plataforma IMDb.
Gràcies a l'èxit que va tenir la primera temporada, es va parlar sobre que la sèrie continues en un futur. En setembre de 2018, Jed Mercurio (escriptor i creador) deia que estava fent les primeres reunions amb la BBC sobre la possibilitat d'una 2a temporada, ja pensant en una sèrie amb un total de 4 temporades. Durant el 2019, Richard Madden (protagonista de la sèrie) va explicar en una entrevista que va estar parlant del futur de la sèrie amb en Jed Mercurio un mes després de l'estrena de l'últim episodi i van dir que en el cas que es fes una segona part, no la començarien a gravar en 2019, ja que volien deixar mínim un any per pensar en idees millors pel futur de la sèrie.

### Premis
| Any  | Premi                            | Categoria                                                         | Nominat                                                         | Resultat  | Ref.         |
| ---- | -------------------------------- | ----------------------------------------------------------------- | --------------------------------------------------------------- | --------- | ------------ |
| 2018 | IGN award                        | Millor sèrie d'acció                                              | Bodyguard                                                       | Nominat   |              |
| 2018 | IGN award                        | Millor novetat televisiva                                         | Bodyguard                                                       | Nominat   |              |
| 2018 | RTS Craft & Design Award         | Millor so en una sèrie - drama                                    | Dan Johnson, Simon Farmer, Marc Lawes, Jaime Caple              | Guanyador | [ 1 ]        |
| 2018 | Broadcast Awards                 | Millor sèrie - drama                                              | Bodyguard                                                       | Nominat   | [ 1 ]        |
| 2018 | C21 International Drama Awards   | Millor mini-sèrie                                                 | Bodyguard                                                       | Nominat   | [ 1 ]        |
| 2019 | Golden Globes                    | Millor actor en una sèrie - drama                                 | Richard Madden                                                  | Guanyador | [ 19 ] [ 1 ] |
| 2019 | Golden Globes                    | Millor sèrie - drama                                              | Bodyguard                                                       | Nominat   | [ 19 ] [ 1 ] |
| 2019 | Primetime Emmy Award             | Millor sèrie - drama                                              | Bodyguard                                                       | Nominat   |              |
| 2019 | Primetime Emmy Award             | Millor guió per una sèrie - drama                                 | Jed Mercurio (Episodi 1)                                        | Nominat   |              |
| 2019 | BAFTA                            | Moment més vist                                                   | Assassinat Julia Montague                                       | Guanyador | [ 1 ]        |
| 2019 | BAFTA                            | Millor sèrie - drama                                              | Bodyguard                                                       | Nominat   | [ 1 ]        |
| 2019 | BAFTA                            | Millor actriu secundária                                          | Keeley Hawes                                                    | Nominat   | [ 1 ]        |
| 2019 | BAFTA                            | Millor director - ficció                                          | Thomas Vincent (Episodi 1)                                      | Nominat   | [ 1 ]        |
| 2019 | America Cinema Editors           | Millor edició en una sèrie per una televisió no comercial - drama | Steve Singleton (Episodi 1)                                     | Guanyador | [ 1 ]        |
| 2019 | Critics Choice Awards            | Millor actor - drama                                              | Richard Madden                                                  | Nominat   |              |
| 2019 | Estern Eye Award                 | Millor en actor en una sèrie o pel·lícula - drama                 | Ash Tandon                                                      | Guanyador |              |
| 2019 | Golden Derby Awards              | Millor sèrie - drama                                              | Bodyguard                                                       | Nominat   |              |
| 2019 | Golden Derby Awards              | L'episodi de l'any                                                | EPISODI 1: Jed Mercurio (escriptor) i Thomas Vincent (director) | Nominat   |              |
| 2019 | Golden Derby Awards              | Millor actor principal - drama                                    | Richard Madden                                                  | Nominat   |              |
| 2019 | Monte-Carlo TV Festival          | Millor actor - drama                                              | Richard Madden                                                  | Guanyador |              |
| 2019 | Monte-Carlo TV Festival          | Millor actriu - drama                                             | Keeley Hawes                                                    | Nominat   |              |
| 2019 | Monte-Carlo TV Festival          | Millor sèrie - drama                                              | Bodyguard                                                       | Nominat   |              |
| 2019 | Golden Reel Awards               | Millor edició de so (diàleg-ADR)                                  | Dan Johnson i James Gregory (Episodi 2)                         | Nominat   |              |
| 2019 | National TV Award                | Millor actor                                                      | Richard Madden                                                  | Guanyador |              |
| 2019 | National TV Award                | Millor sèrie nova - drama                                         | Bodyguard                                                       | Guanyador |              |
| 2019 | OFTA Television Award            | Millor actor en una sèrie - drama                                 | Richard Madden                                                  | Nominat   |              |
| 2019 | OFTA Television Award            | Millor so en una sèrie                                            | Bodyguard                                                       | Nominat   |              |
| 2019 | Seoul International Drama Awards | Millor guionista                                                  | Jed Mercurio                                                    | Guanyador |              |
| 2019 | TRIC Awards                      | Millor sèrie sobre un crim                                        | Bodyguard                                                       | Guanyador | [ 1 ]        |
| 2019 | BANFF World Media Festival       | Millor drama de parla anglesa                                     | Bodyguard                                                       | Guanyador | [ 1 ]        |

### Polèmica
(l'apartat següent pot contenir espòliers)
Quan la sèrie va ser estrenada, va rebre moltes crítiques i acusacions de ser islamofòbica i de no tractar amb suficient tacte el tema del terrorisme. Un dels grans portaveus dels indignats amb la situació és el presentador del show televisiu Patriot Act, Hasan Minhaj; que es queixava del personatge de la Nadia (Anjli Mohindra), ja que representa tots els estereotips que van en contra de la religió Musulmana, sent l'únic personatge en tota la història que forma part del col·lectiu. Al principi de la sèrie, el personatge representa l'estereotip de dona oprimida i manipulada pel seu marit masclista i a mesura que la sèrie avança, representa una terrorista insensible i cruel.